# IBM 3740
IBM 3740 – komputer, data entry system, firmy IBM wprowadzony do sprzedaży 22 lutego 1973. Wraz z IBM 3740 zadebiutowało nowy nośnik danych – dyskietka. Był to też pierwszy komputer IBM zbudowany na technologii FET. System został wycofany ze sprzedaży 20 grudnia 1983.